# Bernhard Touwen
Bernhard Touwen, (1967) is een Nederlands dirigent, muziekpedagoog en pianist.

## Levensloop
Bernhard Touwen behaalde in resp. 1994 en 1996 aan het Rotterdams Conservatorium zijn pianodiploma's Docerend Musicus en Uitvoerend Musicus bij Aquiles Delle Vigne. Als pianist begeleidt hij koren en zangers en treedt hij ook solistisch op. Met sopraan Heleen Koele vormt hij een vast duo dat zich toelegt op de liedkunst.
Ook vormt Touwen met de Russische pianiste Julia Achkinazy een pianoduo.
Na enkele kleinere optredens heeft hun eerste grote optreden plaatsgevonden op 20 april 2013 in de grote zaal van het Isalatheater in Capelle aan den IJssel. In augustus traden ze op in Sint-Petersburg, Rusland.
Na zijn pianostudie heeft Bernhard zich verder bekwaamd als dirigent. In 2000 sloot hij zijn 2e fase studie succesvol af.
Touwen heeft vele werken voor koor en orkest gedirigeerd. Sinds 2008 is hij artistiek leider en chefdirigent van het kamerorkest Concerto Brabant; hiermee voert hij jaarlijks meerdere programma’s uit. Sinds 2022 is Bernhard Touwen dirigent van Concertkoor Haarlem.
In december 2009 debuteerde Touwen bij het Nederlands Kamerkoor en het Combattimento Consort. Bij dit gezelschap dirigeerde hij het Weihnachtsoratorium van Bach in de Grote Kerk te Naarden.
In juni 2013 werd Touwen geselecteerd voor een masterclass onder leiding van pedagoog Jorma Panula met het Janacek Philharmonic Orchestra. Hij dirigeerde daar onder andere Janaceks Taras Bulba en Brahms’ Tragische Ouverture.
Zijn interpretaties van zowel de barokke werken als de romantische werken worden alom geprezen. Recentelijk ontlokte zijn uitvoering van de 40e symfonie van Mozart veel enthousiaste reacties, evenals dat het geval was bij de uitvoering van de Messiah van Händel. In 2017 dirigeerde hij het Requiem van Verdi evenals de Mariavespers van Monteverdi.

## Overige werkzaamheden
Bernhard Touwen geeft workshops en lezingen door het gehele land. Indien gewenst betrekt hij hier een zangeres of instrumentalist bij. Voor diverse stichtingen heeft hij presentaties verzorgd met uitleg over onder andere de Matthäus-Passion en hetWeihnachtsoratorium. Deze presentaties worden dan afgewisseld met klinkende muziek en diverse muziekfragmenten.
Naast de muziek legt Touwen ook verbanden tussen facetten van het musiceren, dirigeren en leiderschap.